# Chudszy
Chudszy (ang. Thinner) – powieść Stephena Kinga z 1984 roku, którą napisał pod pseudonimem Richard Bachman.

## Opis fabuły
Główny bohater powieści William „Billy” Halleck jest wziętym adwokatem, któremu z każdą kolejną sprawą lepiej się powodzi. Poza pracą jest przykładnym mężem i ojcem, a jego jedynym problemem jest poważna nadwaga, która kiedyś może zakończyć się zawałem serca. Pewnego dnia, gdy wraca do domu potrąca samochodem i zabija starą Cygankę. W wyniku tego zdarzenia adwokat staje przed sądem, który jednak go uniewinnia. Gdy Billy opuszcza gmach sądu, ojciec potrąconej kobiety rzuca na niego klątwę. Od tego momentu z każdym dniem Billy staje się chudszy. Ojciec starej Cyganki rzuca klątwę również na innych – sędziego, który prowadził sprawę i policjanta, który pomógł ją zatuszować. Zdesperowany adwokat zwraca się w końcu do swojego dawnego klienta – Richiego Ginellego, by ten jakoś pomógł mu rozwiązać jego problem.

## Ekranizacja
W 1996 roku powieść Kinga została przeniesiona na ekrany kinowe – reżyserii podjął się Tom Holland. W Polsce film nosił tytuł Przeklęty.